# Dzierżysławice
Dzierżysławice (dodatkowa nazwa w j. niem. Dirschelwitz) – wieś w Polsce położona w województwie opolskim, w powiecie prudnickim, w gminie Głogówek. Historycznie leży na Górnym Śląsku, na ziemi prudnickiej. Położona jest na terenie Wysoczyzny Bialskiej, będącej częścią Niziny Śląskiej. Przepływa przez nią rzeka Osobłoga.
W latach 1975–1998 miejscowość należała administracyjnie do ówczesnego województwa opolskiego.
Według danych na 2011 wieś była zamieszkana przez 376 osób.
Nieoficjalną częścią wsi jest Kolonia.

## Geografia

### Położenie
Wieś jest położona w południowo-zachodniej Polsce, w województwie opolskim, około 7 km od granicy z Czechami, na Wysoczyźnie Bialskiej, tuż przy granicy powiatu prudnickiego z powiatem głubczyckim (gmina Głubczyce). Należy do Euroregionu Pradziad. Leży na terenie Nadleśnictwa Prudnik (obręb Prudnik). Przez granice administracyjne wsi przepływa rzeka Osobłoga.

### Środowisko naturalne
W Dzierżysławicach panuje klimat umiarkowany ciepły. Średnia temperatura roczna wynosi +8,4 °C. Duże zróżnicowanie dotyczy termicznych pór roku. Średnie roczne opady atmosferyczne w rejonie Dzierżysławic wynoszą 623 mm. Dominują wiatry zachodnie.

### Integralne części wsi
| SIMC       | Nazwa   | Rodzaj    |
| ---------- | ------- | --------- |
| nie nadano | Kolonia | część wsi |

## Nazwa
Nazwa miejscowości wywodzi się od staropolskiego imienia Dzierżysław złożonego z dwóch członów Dzierży- („trzymać”) i -sław („sława”). Oznaczało ono – „tego, który posiada sławę” i należało prawdopodobnie do zasadźcy lub pierwszego właściciela miejscowości. Topograficzny opis Górnego Śląska z 1865 roku notuje wieś pod niemiecką nazwą Dirschelwitz, a także wymienia historyczne polskie nazwy we fragmencie: „Dirschelwitz (1321 Dirislawicz, 1531 Dzierzyslawitze, 1534 Dirschlawitz, polnisch Dirslowice)”. W opracowanej w 1971 przez Powiatowy Inspektorat Statystyczny w Prudniku Statystycznej charakterystyce miejscowości w gromadach powiatu prudnickiego, miejscowość została wymieniona pod nazwą Dzierżysławice.
W historycznych dokumentach nazwę miejscowości wzmiankowano w różnych językach oraz formach: Dirislawicz (1321), Dirslawicz (1414), Dzierzyslawitze (1531), Dirschlawicz (1571), Dzierzislawie (1580), Dirschlawitzer Feld (1628), Dierschlewitz (1635), Dzierzyslaw (1679), Dirzlovicensis (1687), Droslawitz (1686), Dirschelwitz, P. Dzierzislow (1736), Dirschlowitz (1743), Dirschelwitz, Dirślowice oder Dzierzysław (1845), Dyrślowice, niem. Dirschelwitz (1881), Dzierżysławice – Dirschelwitz (1939), Dirschelwitz – Dzierżysławice, -ic, dzierżysławicki (1947), Dzierżysławice, -wic (1980).

## Historia
Ślady pobytu człowieka na terenie obecnej wsi Dzierżysławice, potwierdzone badaniami archeologicznymi, sięgają epoki neolitu. Znaleziska z epoki brązu wskazują, że istniała tu osada od okresu przedplemiennego. W czasie prac archeologicznych odkryte zostało cmentarzysko ciałopalne.

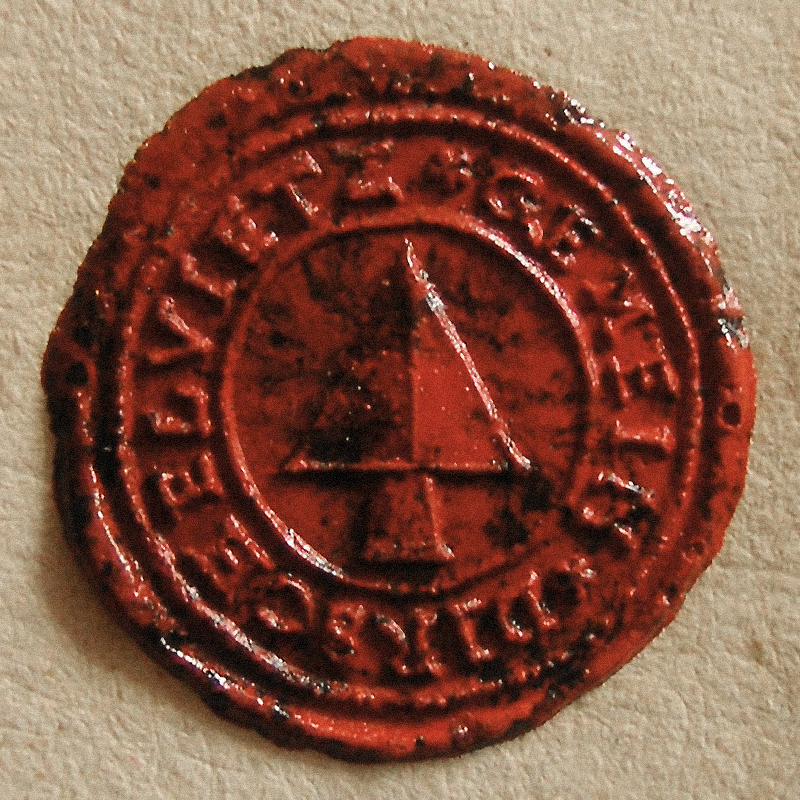
Pieczęć Dzierżysławic (1723)

Pierwsza wzmianka o wsi pochodzi z 4 stycznia 1321 z dokumentu wydanego w Głogówku. 20 lipca 1390 książę Władysław Opolczyk nakazał jej sołtysowi płacenie grzywny regularnie w dwóch ratach pod karą klątwy kościelnej, którą miał rzucić biskup wrocławski Wacław II legnicki.

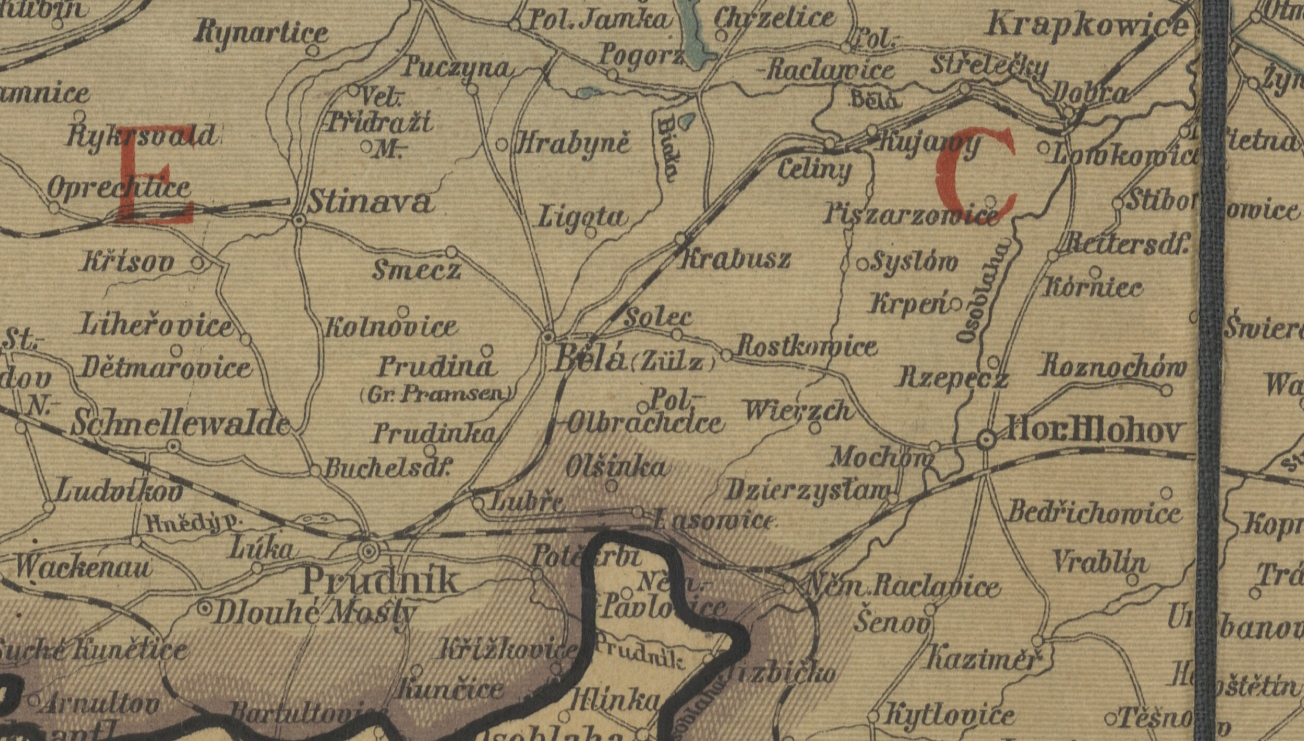
Dzierżysławice (Dzierzysław) wśród miejscowości ziemi prudnickiej na czeskiej mapie z 1922

Do 1742 wieś należała do powiatu sądowego głogóweckiego w Monarchii Habsburgów. Po I wojnie śląskiej znalazła się w granicach Królestwa Prus i weszła w skład powiatu prudnickiego w prowincji Śląsk. Przez długi czas składała się z dwóch części: Gräflich Dirschelwitz i Freiherrlich Dirschelwitz. W 1784 Gräflich Dirschelwitz, które należało do zarządców Głogówka, miało 25 rolników, dwa młyny, 23 ogrodników, 5 chałupników i 300 mieszkańców. Freiherrlich Dirschelwitz, którego właścicielem był baron von Gruttschreiber, miał barbakan, 11 ogrodników i 87 mieszkańców.

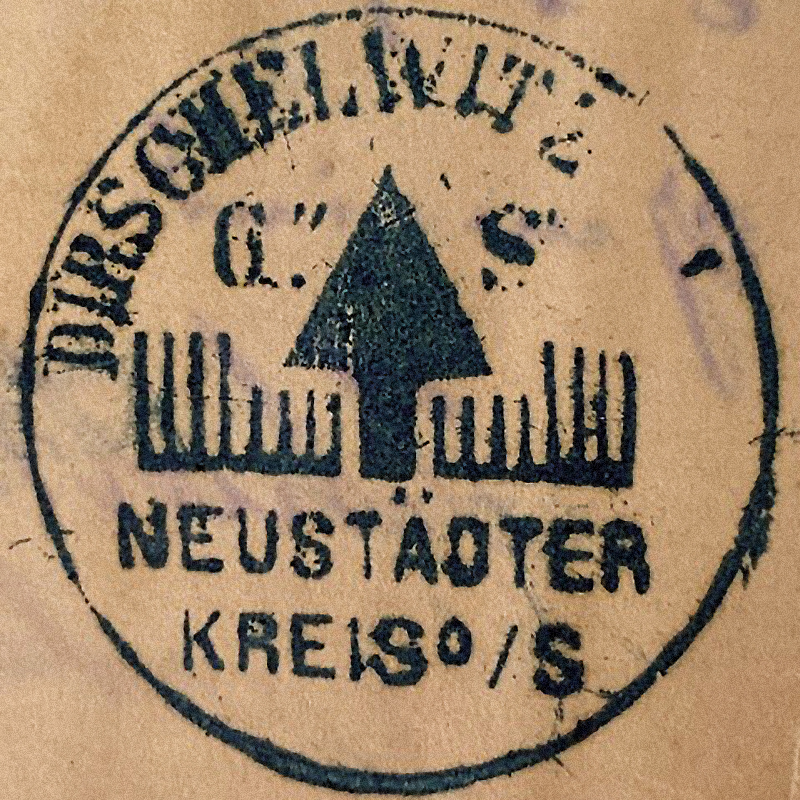
Pieczęć Dzierżysławic (1904)

W połowie XIX wieku w miejscu dawnego kościoła wzniesiona została kapliczka. Wieś posiadała swoją własną pieczęć, która przedstawiała w polu lemiesz pługa w słup, po prawej stronie G., po lewej stronie S, pod całością rosnące zboże, a w otoku napis: DIRSCHELWITZ / NEUSTÄDTER KREIS O/S. (pol. Dzierżysławice / Powiat Prudnicki, Górny Śląsk).

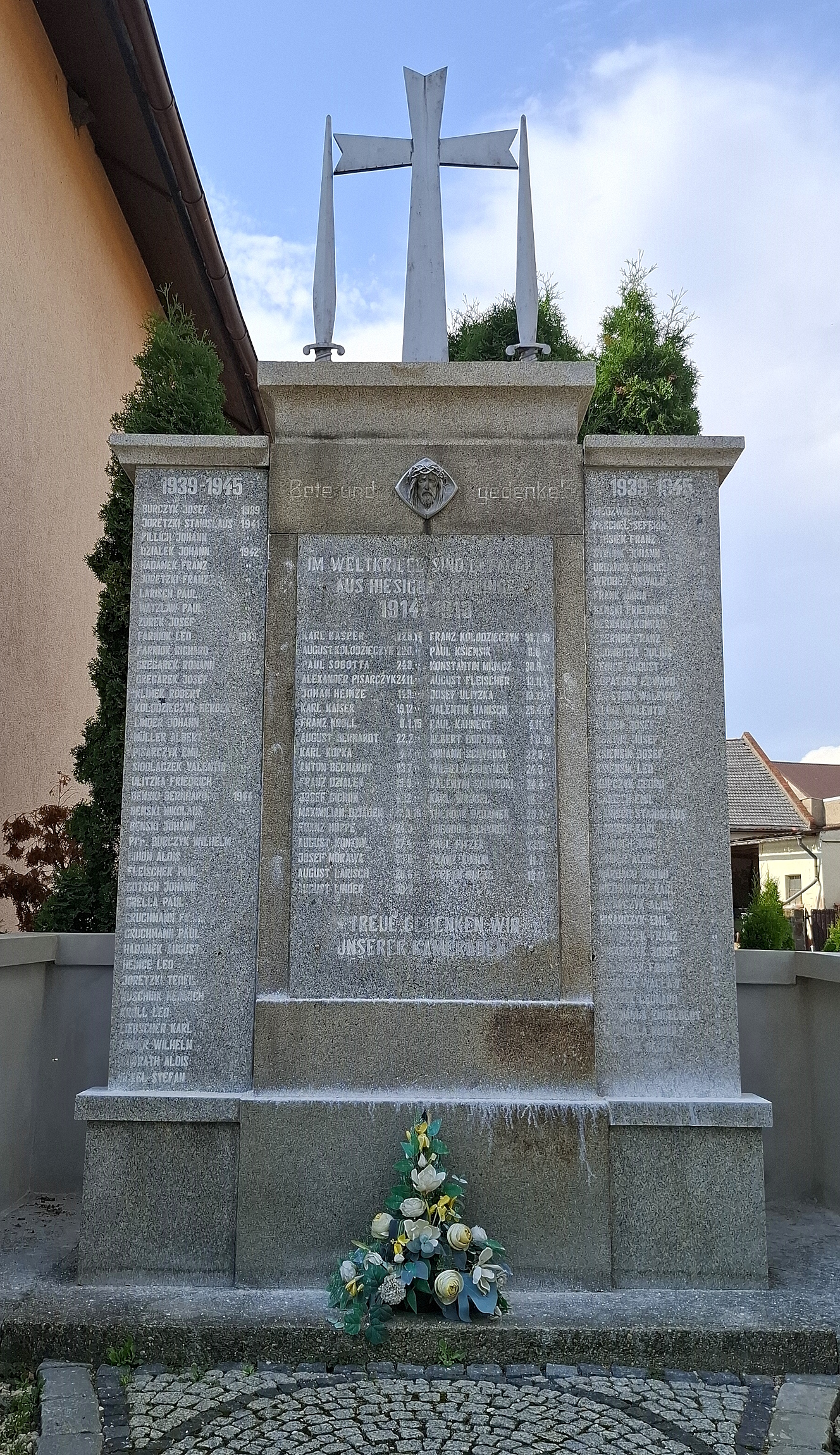
Pomnik poległych w I i II wojnie światowej

Według spisu ludności z 1 grudnia 1910, na 791 mieszkańców Dzierżysławic 47 posługiwało się językiem niemieckim, 677 językiem polskim, a 67 było dwujęzycznych. W wyborach parlamentarnych w Republice Weimarskiej w 1919 najwięcej głosów w Dzierżysławicach zdobyli socjaldemokraci.
W 1921 w zasięgu plebiscytu na Górnym Śląsku znalazła się tylko część powiatu prudnickiego. Dzierżysławice znalazły się po stronie wschodniej, w obszarze objętym plebiscytem. Do głosowania uprawnione były w Dzierżysławicach 553 osoby, z czego 423, ok. 76,5%, stanowili mieszkańcy (w tym 533, ok. 96,3% całości, mieszkańcy urodzeni w miejscowości). Oddano 539 głosy (ok. 97,2% uprawnionych), w tym 538 (99,8%) ważne; za Niemcami głosowało 467 osób (ok. 86,8%), a za Polską 71 osób (ok. 13,2%). W fundamentach stodoły Karola Jureckiego w Dzierżysławicach przechowywano materiały wybuchowe, pistolety i amunicję, wykorzystane przez grupę Wawelberg do wysadzenia trzech mostów kolejowych w ramach akcji „Mosty”, która rozpoczęła III powstanie śląskie. W gospodarstwie Jureckiego mieszkał m.in. Janusz Meissner. Polscy dywersanci, pod dowództwem Stanisława Glińskiego, wysadzili koło Dzierżysławic most kolejowy nad Osobłogą. W latach 20. XX wieku w Dzierżysławicach powstał pomnik upamiętniający mieszkańców wsi, którzy zginęli podczas I wojny światowej.
Po II wojnie światowej, od marca do maja 1945 powiat prudnicki znajdował się pod kontrolą radzieckiej komendantury wojskowej. 11 maja 1945 polska administracja przejęła władzę cywilną w powiecie prudnickim. Mieszkańcom Dzierżysławic, posługującym się dialektem śląskim bądź znającym język polski, pozwolono pozostać we wsi po otrzymaniu polskiego obywatelstwa.
W latach 1945–1950 Dzierżysławice należały do województwa śląskiego, a od 1950 do województwa opolskiego. W latach 1945–1954 wieś należała do gminy Racławice Śląskie, a w latach 1954–1972 do gromady Racławice Śląskie.
W 1952 założono rolniczą spółdzielnię wytwórczą w Dzierżysławicach. Orkiestra dęta z Dzierżysławic występowała podczas pobytu papieża Jana Pawła II w Częstochowie 15 czerwca 1979 i na Górze Świętej Anny 21 czerwca 1983. W maju 1996 zburzono remizę ochotniczej straży pożarnej. Nowa remiza została oddana do użytku w maju 1998. Wieś ucierpiała podczas powodzi w lipcu 1997. W 2001 Dzierżysławice przystąpiły do Programu Odnowy Wsi Opolskiej.
Uchwałą z 21 grudnia 2020 Rady Miejskiej Głogówka wyznaczono na terenie gminy Głogówek aglomerację Głogówek o równoważnej liczbie mieszkańców 8057 oraz zlokalizowaną na terenie miejscowości: Głogówek, Dzierżysławice, Mochów, Racławice Śląskie, Rzepcze z oczyszczalnią ścieków w Głogówku.
Podczas powodzi 14 września 2024 wieś została częściowo zalana. We wsi doszło do uszkodzenia sieci wodociągowej.

## Mieszkańcy
Miejscowość zamieszkiwana jest przez mniejszość niemiecką oraz Ślązaków. Mieszkańcy wsi posługują się gwarą prudnicką, będącą odmianą dialektu śląskiego. Należą do podgrupy gwarowej nazywanej Kapuściołrzy.

### Liczba mieszkańców wsi
- 1871 – 762[36]
- 1885 – 826[37]
- 1905 – 719[38]
- 1910 – 705[39]
- 1933 – 808[40]
- 1939 – 770[40]
- 1966 – 588[41]
- 1998 – 439[42]
- 2002 – 416[42]
- 2009 – 388[42]
- 2011 – 376[42]
- 2013 – 371[43]

## Zabytki
Zgodnie z gminną ewidencją zabytków w Dzierżysławicach chronione są:
- kaplica pw. NMP „Na Glinianej Górce” po południowej stronie drogi Mochów–Wierzch
- kapliczka dzwonnica przy domu nr 84A
- dom mieszkalny nr 1
  - stodoła

## Pomniki i obiekty upamiętniające
- Pomnik poległych w I i II wojnie światowej – pomnik przy drodze głównej w Dzierżysławicach powstały w latach 20. XX wieku jako upamiętnienie mieszkańców wsi, którzy polegli w I wojnie światowej. Po II wojnie światowej został rozbudowany[24].

## Gospodarka
W Dzierżysławicach siedzibę mają firmy FHU DARI i MK-ELEKTRO, zrzeszone w Cechu Rzemieślników i Przedsiębiorców w Prudniku.

## Transport
W zarządzie Wydziału Drogownictwa Starostwa Powiatowego w Prudniku znajduje się droga powiatowa nr 1209O relacji Mochów – Dzierżysławice – Racławice Śląskie.
Dzierżysławice posiadają połączenia autobusowe z Głogówkiem, Głuchołazami, Kędzierzynem-Koźlem, Nowymi Kotkowicami, Prudnikiem. We wsi znajduje się jeden przystanek autobusowy.
W rejonie miejscowości przebiega linia kolejowa nr 137 łącząca Katowice z Legnicą przez Gliwice, Kędzierzyn-Koźle, Prudnik, Nysę, Świdnicę i Strzegom. Najbliższa stacja kolejowa znajduje się w Głogówku.

## Kultura
W Dzierżysławicach działa Niemieckie Koło Przyjaźni (Deutscher Freundeskreis) – oddział terenowy Towarzystwa Społeczno-Kulturalnego Niemców na Śląsku Opolskim.
Etnograf Adolf Dygacz w latach 1953–1954 zebrał wśród mieszkańców Dzierżysławic śląskie pieśni ludowe: „Z tamtej strony uOdry dziwium się niedżwiejdzie”, „Powiadają ludzie”, „Jou ubogou gdowa”, „Niedalecko bez poleczko”. Zapisy pieśni zostały przekazane muzeum „Górnośląski Park Etnograficzny”.

## Religia

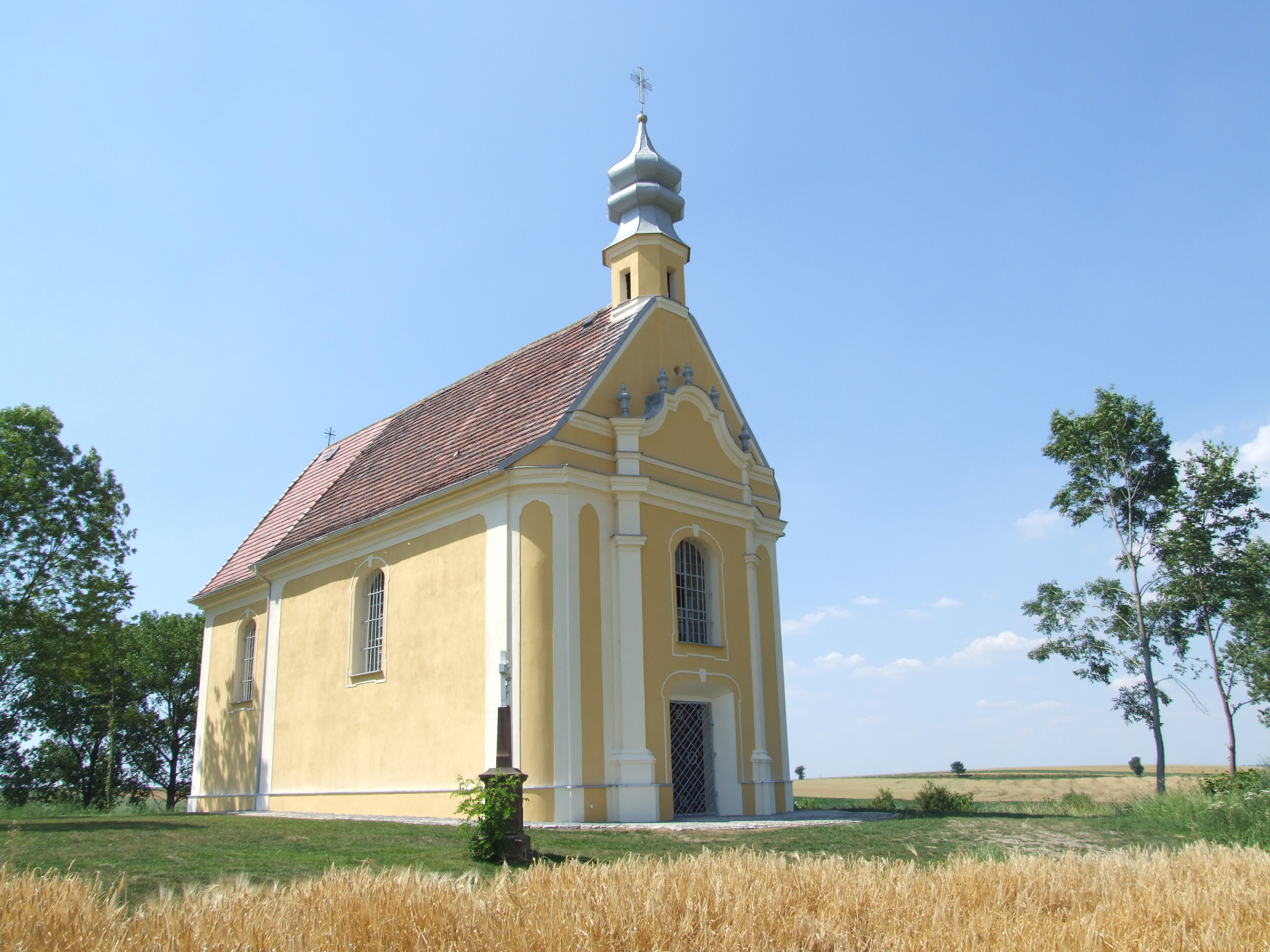
Kościół Najświętszej Marii Panny na Glinianej Górce

Katolicy z Dzierżysławic należą do parafii Trójcy Świętej i Matki Bożej Częstochowskiej w Mochowie (dekanat Głogówek). We wsi znajduje się kaplica św. Antoniego. Na gruntach sołectwa znajduje się również kościół Najświętszej Marii Panny na Glinianej Górce, do którego corocznie odbywa się procesja mieszkańców Głogówka i okolic.

## Polityka
W remizie ochotniczej straży pożarnej w Dzierżysławicach swoją siedzibę ma Obwodowa Komisja Wyborcza, do której należy sołectwo Dzierżysławice. W referendum w 2003 mieszkańcy Dzierżysławic opowiedzieli się za przystąpieniem Polski do Unii Europejskiej.
W wyborach parlamentarnych do Sejmu w 2005, 2007, 2011 i 2015 we wsi wygrała Mniejszość Niemiecka. W 2019 w Dzierżysławicach zwyciężyło Prawo i Sprawiedliwość. W 2023 największą ilość głosów zdobyła Mniejszość Niemiecka.
W wyborach prezydenckich w 2005 mieszkańcy Dzierżysławic opowiedzieli się za Lechem Kaczyńskim, w 2010 za Jarosławem Kaczyńskim, w 2015 za Bronisławem Komorowskim, w 2020 za Andrzejem Dudą, a w 2025 za Grzegorzem Braunem.

## Turystyka
Oddział PTTK „Sudetów Wschodnich” w Prudniku ustanowił turystyczną Odznakę Krajoznawczą Ziemi Prudnickiej, którą zdobywa się poprzez zwiedzenie odpowiedniej liczby obiektów w miejscowościach położonych na ziemi prudnickiej, w tym w Dzierżysławicach.

### Szlaki rowerowe
Przez Dzierżysławice prowadzi szlak rowerowy:
- Trasa rowerowa PTTK nr 34-n: Głogówek – Mochów – Dzierżysławice – Racławice Śląskie

## Bezpieczeństwo

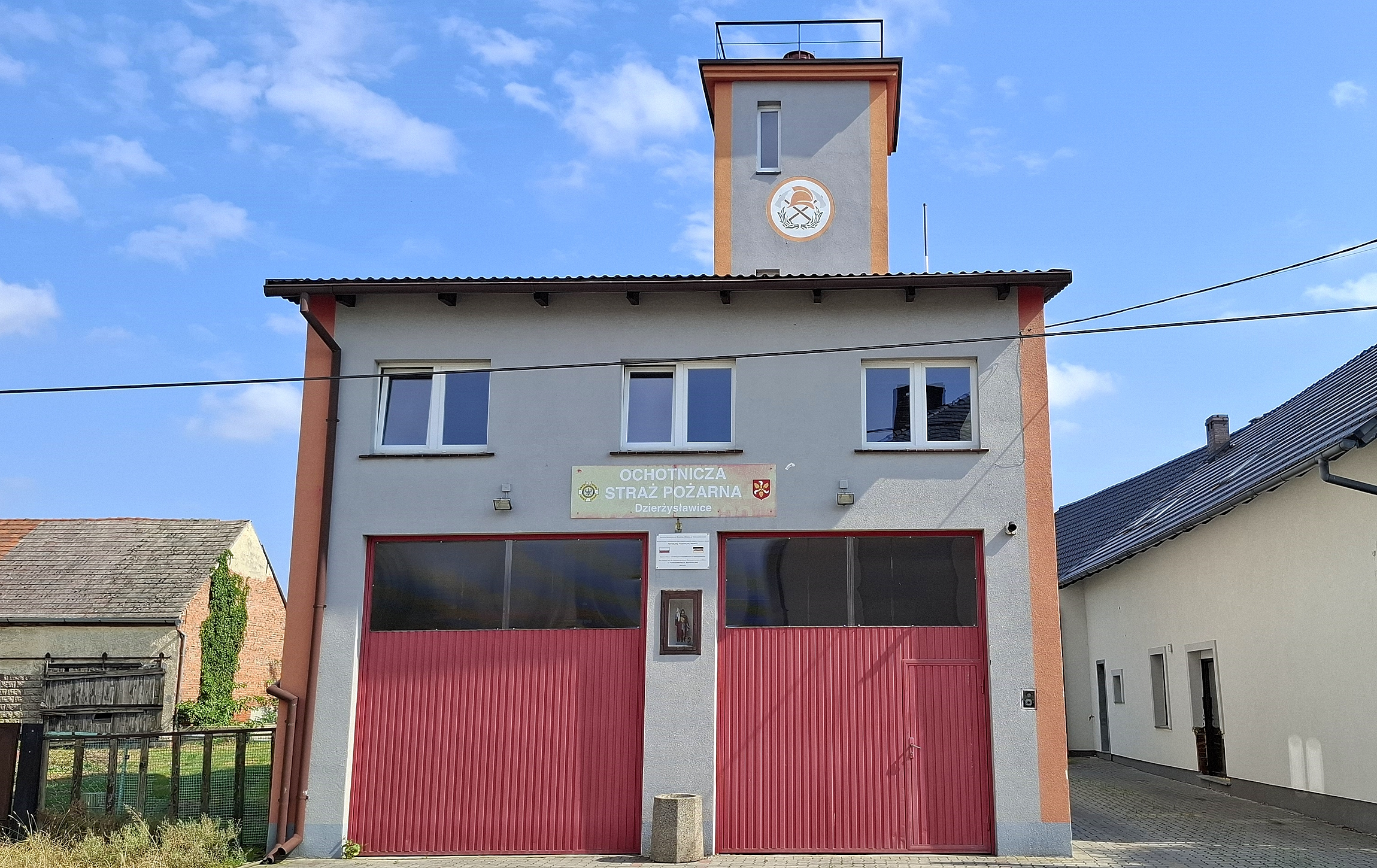
Remiza OSP Dzierżysławice

W zakresie ochrony przeciwpożarowej oraz innych miejscowych zagrożeń w Dzierżysławicach działa jednostka Ochotniczej Straży Pożarnej.
Miejscowość jest pod opieką dzielnicowego rejonu służbowego nr 13 Komendy Powiatowej Policji w Prudniku (Komisariat Policji w Głogówku).
Teren wsi, jak i całej gminy Głogówek, położony jest w strefie nadgranicznej w związku z czym Straż Graniczna dysponuje, na tym obszarze, specjalnymi kompetencjami w zakresie bezpieczeństwa. Gminę Głogówek obejmuje zasięgiem służbowym placówka Straży Granicznej w Opolu ze Śląskiego Oddziału SG.